# Secrétariat général pour l'Administration
 (septembre 2023).
Si vous disposez d'ouvrages ou d'articles de référence ou si vous connaissez des sites web de qualité traitant du thème abordé ici, merci de compléter l'article en donnant les références utiles à sa vérifiabilité et en les liant à la section « Notes et références ».
Le secrétariat général pour l'Administration (SGA) est une administration du ministère des Armées français qui a pour mission de piloter et coordonner des politiques transverses, au service des états-majors, directions et services du ministère. Il est l’un des principaux acteurs de la réforme et de la modernisation de l’administration du ministère.
Depuis le 5 octobre 2022, le secrétaire général est Christophe Mauriet.

## Histoire
Le poste de secrétaire général pour l'Administration du ministère des Armées est institué sous la Ve République par le décret n° 61-309 du 5 avril 1961 fixant les attributions
du secrétaire général pour l'Administration,. Le général de Gaulle crée la fonction de secrétaire général pour l'Administration du ministère des Armées par souci d’efficacité et d’unité d’action dans la gestion du ministère.

### 1962-1986, «l’âge classique»: une fonction sous le signe de l’équation personnelle
La fonction de secrétaire général pour l'Administration est caractérisée par sa dimension personnelle. Envoyé spécial auprès du monde militaire, il a un rôle d’influence et de conseil. Selon Bernard Tricot, premier SGA, nommé à l’été 1962, « sa force principale doit être […] d’agir sur les esprits et les méthodes de travail par des actions convergentes et la confrontation des points de vue ». Il a une « haute direction » sur trois directions, affaires administratives, juridiques et contentieuses, services financiers et personnel civil, et sur deux services, l’action sociale et les pensions des armées.

### Depuis 1999, l’âge moderne: un chef d’administration légitimé
La fonction prend une nouvelle dimension avec la réforme de 1999 qui crée et organise auprès du SGA le secrétariat général pour l'Administration. Elle consacre sa légitimité administrative et gestionnaire en appui des forces, tout en lui confiant la responsabilité de politiques publiques telles que le patrimoine, les anciens combattants et le lien armée-nation.
Le secrétaire général pour l'Administration devient alors, selon une vision managériale et moderne, le chef d’une administration qui couvre tout le spectre administratif. Cette approche a pu inspirer la généralisation de la fonction de secrétaire général dans tous les ministères à partir de 2004.

## Missions
(septembre 2023).
Le SGA tire sa force des sept grandes directions et d’une délégation, aux périmètres bien identifiés. Leur expertise constitue la plus-value effective pour les armées, directions et services, des trois grandes missions du SGA :
- l’appui aux forces armées dans des fonctions de support et de soutien, afin d’anticiper et d’accompagner leurs besoins : élaboration et suivi du budget, cadrage juridique des activités opérationnelles, gestion du contentieux, politiques statutaires, infrastructure, logement, pré-recrutement et rayonnement auprès de la jeunesse, gestion et archivage des dossiers individuels des combattants ;
- la mise en œuvre des politiques publiques, des finances à l’immobilier en passant par l’environnement et la culture ;
- la transformation et la modernisation. Il développe l’agilité qui permet au ministère d’évoluer au rythme de la société et des nouveaux enjeux de défense tels que les nouveaux usages de travail et l’intégration du numérique dans les pratiques managériales.

Près de 15 000 agents œuvrent ainsi au quotidien, à la bonne exécution des missions qui leur sont confiées.